# Sesleria sadleriana
Sesleria sadleriana là một loài thực vật có hoa trong họ Hòa thảo. Loài này được Janka miêu tả khoa học đầu tiên năm 1882.

## Hình ảnh

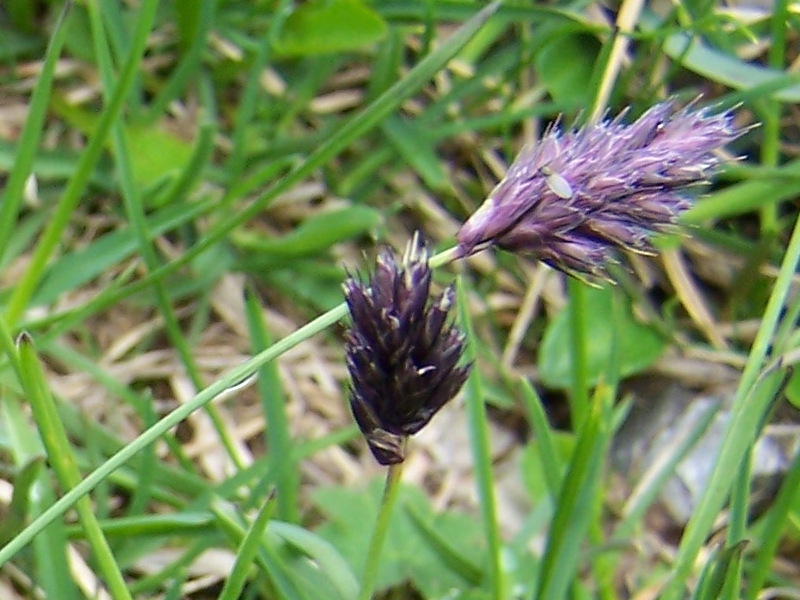
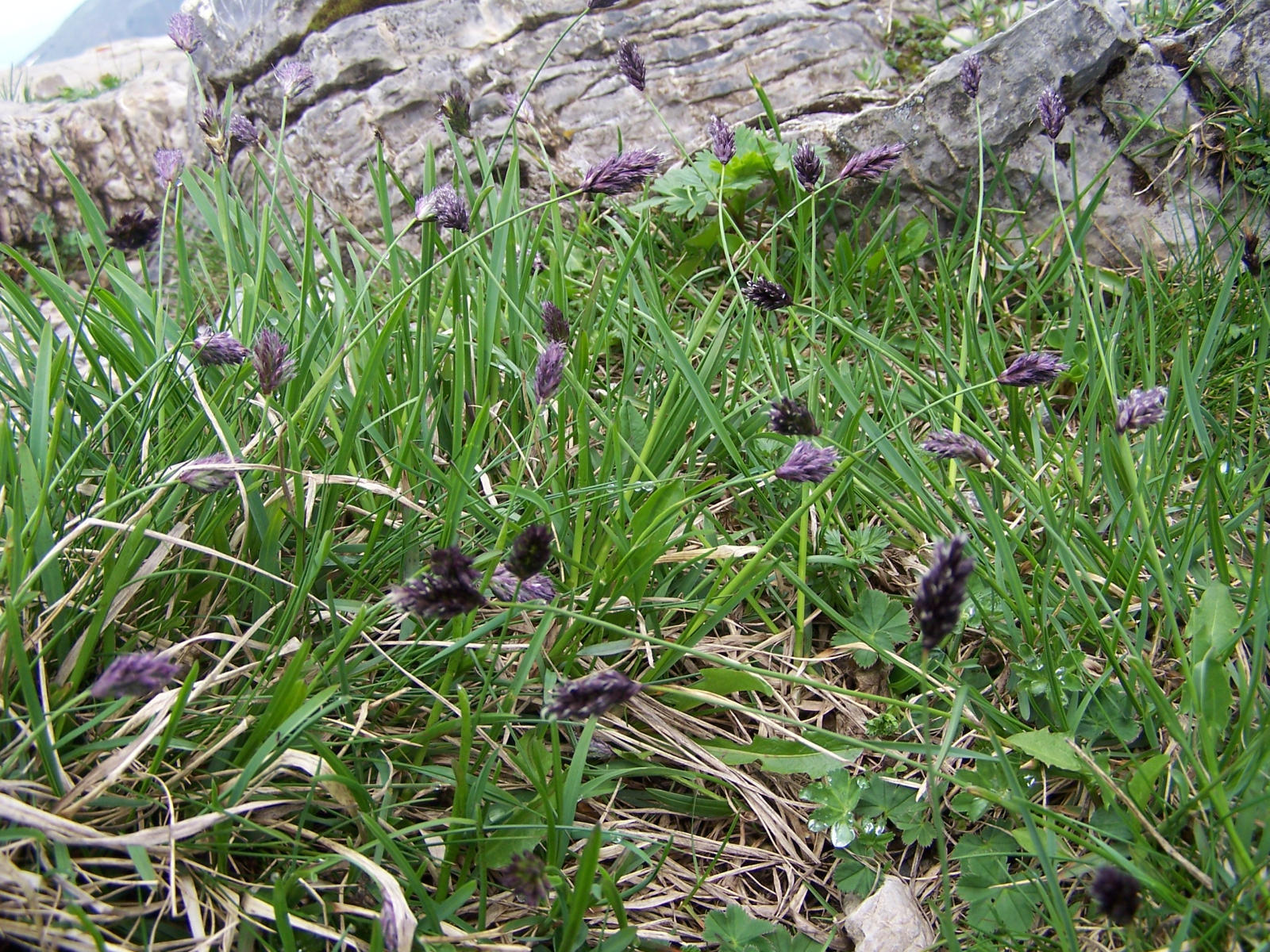